# Кривцун Віктор Васильович
Віктор Васильович Кривцун  — молодший сержант Збройних сил України, учасник російсько-української війни, що відзначився під час російського вторгнення в Україну в 2022 році.

## Життєпис
Віктор Кривцун народився 28 квітня 1995 року в селі Лисків Жидачівського району на Львівщині. Після закінчення 9-ти класів загальноосвітньої школи в рідному селі навчався у Львівському ВПУ дизайну та будівництва. Потім проходив строкову службу в лавах ЗСУ. З початком повномасштабного російського вторгнення в Україну перебував на передовій. Загинув під час виконання бойового завдання поблизу міста Ірпінь Київської області. Указом Президента України від 4 квітня 2022 року № 212/2022 нагороджений орденом «За мужність» III ступеня. Чин прощання відбувся 8 квітня 2022 року у рідному селі Лисків на Львівщині.

## Нагороди
- орден «За мужність» III ступеня (2022) — за особисту мужність і самовіддані дії, виявлені у захисті державного суверенітету та територіальної цілісності України, вірність військовій присязі[2].